# Center City
Center City ist eine Kleinstadt (mit dem Status „City“) und Verwaltungssitz des Chisago County im Osten des US-amerikanischen Bundesstaates Minnesota. Das U.S. Census Bureau hat bei der Volkszählung 2020 eine Einwohnerzahl von 629 ermittelt.
Center City ist Bestandteil der Metropolregion Minneapolis–Saint Paul.

## Geografie
Center City liegt inmitten von Seen im nördlichen Vorortbereich der Städte Minneapolis und Saint Paul auf 45°23′38″ nördlicher Breite und 92°49′00″ westlicher Länge. Die Stadt erstreckt sich über 1,58 km².
Benachbarte Orte von Center City sind Lindstrom (an der westlichen Stadtgrenze), Shafer (6,6 km östlich), Taylors Falls (13,5 km östlich) und Scandia (18,9 km südlich).
Das Stadtzentrum von Minneapolis liegt 68,3 km in südwestlicher Richtung; das Zentrum von Saint Paul, der Hauptstadt von Minnesota, befindet sich 64,6 km südsüdwestlich.

## Verkehr
In West-Ost-Richtung verläuft der U.S. Highway 8 durch das Stadtgebiet von Center City. Alle weiteren Straßen innerhalb der Stadt sind untergeordnete Fahrwege oder innerstädtische Verbindungsstraßen.
Der nächste Flughafen ist der Minneapolis-Saint Paul International Airport (75,5 km südsüdwestlich).

## Demografische Daten
Nach der Volkszählung im Jahr 2010 lebten in Center City 628 Menschen in 247 Haushalten. Die Bevölkerungsdichte betrug 397,5 Einwohner pro Quadratkilometer. In den 247 Haushalten lebten statistisch je 2,38 Personen.
Ethnisch betrachtet setzte sich die Bevölkerung zusammen aus 97,8 Prozent Weißen, 0,6 Prozent Afroamerikanern, 0,4 Prozent amerikanischen Ureinwohnern, 0,3 Prozent Asiaten sowie 0,2 Prozent aus anderen ethnischen Gruppen; 0,6 Prozent stammten von zwei oder mehr Ethnien ab. Unabhängig von der ethnischen Zugehörigkeit waren 1,1 Prozent der Bevölkerung spanischer oder lateinamerikanischer Abstammung.
19,6 Prozent der Bevölkerung waren unter 18 Jahre alt, 62,6 Prozent waren zwischen 18 und 64 und 17,8 Prozent waren 65 Jahre oder älter. 49,7 Prozent der Bevölkerung war weiblich.

Das mittlere jährliche Einkommen eines Haushalts lag bei 72.000 USD. Das Pro-Kopf-Einkommen betrug 34.171 USD. 5,3 Prozent der Einwohner lebten unterhalb der Armutsgrenze.